# Estación de Guadalmedina
Guadalmedina es una estación de las líneas 1 y 2 del Metro de Málaga situada en el barrio de El Perchel, bajo la Glorieta de Albert Camús, junto al río Guadalmedina, del que toma prestado su nombre, y cercana al antiguo edificio de Correos, la delegación provincial de Hacienda, el centro comercial de El Corte Inglés y el puente de Tetuán; en el distrito Centro de Málaga.

## Historia
Aunque esta estación no estaba lista cuando se inauguraron los primeros tramos de las líneas 1 y 2, forma parte del tramo común entre ambas líneas, siendo estación de paso de la primera hacia Atarazanas y estación de paso hacia el Hospital Civil de la segunda. La estación sufrió una serie de retrasos consecutivos, primero estimada su inuguración para finales de 2016 o principios de 2017, luego a principios de 2018, principios de 2019 y más adelante para 2020.
En marzo de 2022, tras un breve periodo de obras, la boca de la estación aparece junto a la rotonda mencionada, aún cerrada pero con aspecto funcional. El 22 de abril del mismo año, el presidente de la Junta de Andalucía, inaugura la estación, todavía sin trenes. 

### Apertura
El 27 de marzo de 2023 se pone en funcionamiento, con la ampliación de la Línea 1 hasta la Estación de Atarazanas.

## Situación
La estación de Guadalmedina se encuentra emplazada bajo la avenida de Andalucía, a la altura de la glorieta Albert Camus, relativamente cercana al río Guadalmedina, del que toma el nombre. La avenida de Andalucía es uno de los ejes viarios más importantes de Málaga, ya que conecta el centro con las rondas de circunvalación. 
El objetivo principal de la estación es la de convertirse en un intercambiador de importancia, siendo este el punto donde la línea 1 y 2 se bifurcan. Da servicio a zonas muy pobladas como el Polígono Alameda. 
Muy cercano a la estación se encuentra el antiguo edificio de Correos, la delegación provincial de Hacienda, el centro comercial de El Corte Inglés. 

## Características

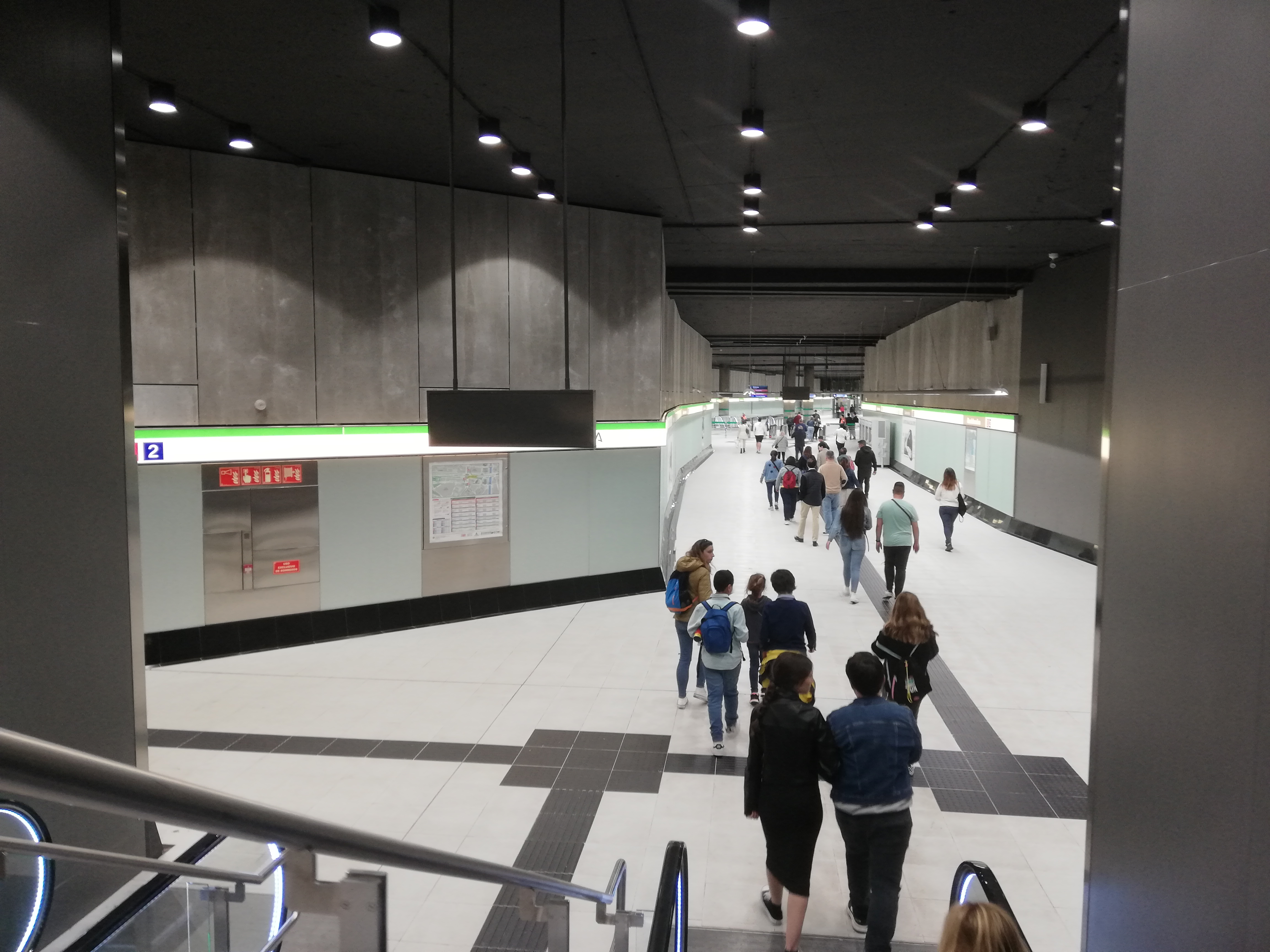
Vestíbulo de la estación

Se sitúa a 20 metros de profundidad, con un andén central de 66 metros de largo y 11,5 de ancho y con tres bocas de entrada. La estación de Guadalmedina iba a contar con una comisaría de Policía Nacional en sus instalaciones, sin embargo dicha comisaría finalmente se instaló en la estación de El Perchel, por su estatus de intercambiador. Guadalmedina integra los restos arqueológicos aparecidos en la zona durante la construcción de este tramo. Guadalmedina es la estación de metro más grande de la red y de toda Andalucía y es la única que cuenta con tres bocas de entrada. 

## Accesos
A esta estación se puede acceder a través de tres bocas de metro situadas en calle Armengual de la Mota, en la Glorieta Albert Camus y en intersección entre las calles Montalbán y Callejones del Perchel. 
- Ascensor: Armengual de la Mota
- C/ Armengual de la Mota (lado par con Avnd. de Andalucía)
- Ascensor: Avnd. de la Aurora
- Avenida de la Aurora (con Glorieta Albert Camus)
- Ascensor: Callejones del Perchel 3
- C/ Callejones del Perchel, 3

## Líneas y conexiones

### Metro
| << cabecera    | < estación | LÍNEA | LÍNEA | LÍNEA | estación > | cabecera >>             |
| Atarazanas     | Atarazanas |       |       |       | El Perchel | Andalucía Tech          |
| Hospital Civil | Hilera     |       |       |       | El Perchel | Palacio de los Deportes |

### Autobuses
| Diurnos   |                    |                                       |
| Línea     | Dirección          | Parada                                |
| 4         | Paseo del Parque   | CALLEJONES DEL PERCHEL - MERCADO      |
| 19        | Paseo del Parque   | CALLEJONES DEL PERCHEL - MERCADO      |
| 91        | La Concepción      | CALLEJONES DEL PERCHEL - MERCADO      |
| 14        | Paseo de la Farola | AVDA. DE LA AURORA - CENTRO COMERCIAL |
| Nocturnos |                    |                                       |
| Línea     | Dirección          | Parada                                |
| N3        | Paseo del Parque   | CALLEJONES DEL PERCHEL - MERCADO      |
| N2        | Circular           | AVDA. DE LA AURORA - CENTRO COMERCIAL |